# IJl dikkopmos
IJl dikkopmos (Brachythecium oedipodium) is een soort uit het geslacht dikkopmos (Brachythecium).

## Determinatie
IJl dikkopmos is een lichtgroen, middelgroot slaapmos. Het heeft een sterk gezaagde bladrand bijna helemaal tot aan de bloedvoet. De toegespitste punt is vaak verdraaid. De mid-laminale cellen zijn lineair gevormd.

## Ecologie
IJl dikkopmos groeit op dode boomstronken en zuur strooisel van bij voorkeur naaldbomen.

## Verspreiding
In Nederland komt ijl dikkopmos zeldzaam voor. Het staat niet op de rode lijst en niet bedreigd. Het komt vooral voor in sparrenbossen op de Pleistocene zandgronden en in de bossen op de zandgronden aan de randen van de IJsselmeerpolders. De soort is verder bekend uit het Vijlnerbos in Zuid-Limburg. Mogelijk profiteert de soort van de toegenomen stikstofdepositie, gezien het veel voorkomen in streken met een hoog depositieniveau. Het ontbreken in de duinen is opvallend, maar hangt mogelijk samen met het feit dat de soort in Nederland de westgrens van haar areaal bereikt.
... · B. albicans (bleek dikkopmos) · B. campestre (velddikkopmos) · B. glareosum (kalkdikkopmos) · B. laetum (rotsdikkopmos) · B. mildeanum (moerasdikkopmos) · B. oedipodium (ijl dikkopmos) · B. plumosum (oeverdikkopmos) · B. populeum (penseeldikkopmos) · B. reflexum (gekromd dikkopmos) · B. rivulare (beekdikkopmos) · B. rutabulum (gewoon dikkopmos) · B. salebrosum (glad dikkopmos) · B. tenuicaule (haardikkopmos) · B. velutinum (fluweelmos) · ...